# Figure Number Five
Figure Number Five är ett musikalbum släppt 2003 av den svenska metalgruppen Soilwork.

## Låtlista
1. "Rejection Role" - 3:35
2. "Overload" - 3:44
3. "Figure Number Five" - 3:12
4. "Strangler" - 3:48
5. "Light the Torch" - 3:41
6. "Departure Plan" - 4:24
7. "Cranking the Sirens" - 3:26
8. "Brickwalker" - 3:45
9. "The Mindmaker" - 3:32
10. "Distortion Sleep" - 3:46
11. "Downfall 24" - 3:55
12. "Bursting Out" (bonuslåt på den japanska utgåvan)